# Alif
Alif (en arabe : ٱلْأَلِف, al-alif, ou simplement ا) est la première lettre de l'alphabet arabe. Elle existe aussi dans l'Alphabet hébreu mais sous le nom d’Aleph et sous une forme plus proche du hiéroglyphe égyptien du taureau (aussi ancêtre de l'Alpha grec et ainsi du "A" latin).
L'alif dans la culture arabe représente le calame, l'outil qui permet d'écrire.

## Calligraphie
Dans la calligraphie arabe, et en particulier dans l'écriture cursive ou naskhi, l’alif sert de module c'est-à-dire d'élément premier en fonction duquel la taille des autres caractères est proportionnée.

## Numération
Sa valeur dans la numération arabe est 1.